# Marzio Bonferroni
Marzio Bonferroni (Firenze, 29 dicembre 1940 – Milano, 11 aprile 2022) è stato un saggista italiano, attivo soprattutto nell'ambito della comunicazione e degli studi di marketing.

## Biografia
Figlio di Carlo Emilio Bonferroni matematico e statistico di fama internazionale, e di Jolanda Bazzini Pasi, si è laureato in economia all'Università di Firenze nel 1966 con Alberto Bertolino, con una tesi dal titolo "Le componenti psicologiche delle fluttuazioni economiche", sulle allora emergenti interrelazioni fra psicologia ed economia. Dopo aver lavorato alla sede Rai di Firenze, dal 1967 al 1972, ha maturato molteplici esperienze nel campo della comunicazione e del marketing: nel 1972 è fondatore e titolare della Publipunto; nel 1986 fonda ed è presidente di Marketing Communication mix (MCM) e, nel 2005, della UniOne Architetture di Comunicazione. Con MCM realizzò oltre cento milioni di magazine per le imprese, che arrivavano direttamente a casa, con informazioni utili per i clienti sul miglior modo di utilizzare prodotti e servizi, integrando la pubblicità-monologo orientata all'impatto e alla notorietà del brand, spesso trascurando dialogo, relazioni personali e informazioni.
Nel periodo universitario e anche dopo, pur avendo intrapreso la via della comunicazione e delle strategie d'impresa, generando un corso all'Università di Firenze e partecipando come docente alla IULM di Milano, ha mantenuto la passione per la composizione di testi e melodie, spesso arrangiate da jazzisti e musicisti di alto profilo, come è possibile sentire inserendo - marzio italo - in youtube. Ha inciso dischi per Mogol e Casa Ricordi e si è esibito nel periodo universitario in particolare in locali di ottimo livello. Philip Kotler, padre del marketing internazionale, ha invitato Marzio a mantenere la sua passione confermando che "fa bene alla comunicazione d'impresa". In effetti il pubblico dimostrava di privilegiare i testi delle canzoni e non soltanto gli arrangiamenti e gli effetti. Esperienza utile per la professione.
Il suo metodo multidisciplinare che ha originato negli anni numerosi testi pubblicati da noti editori (vedi OPERE) è basato sulla visione "human satisfaction"  creata come evoluzione del modello economico detto "consumatore" e della customer satisfaction. Con la "multicreatività", è stato pubblicato nel Dizionario dell'Economia Digitale e della Comunicazione de il Sole 24 Ore, a cura di Vito Di Bari del Politecnico di Milano, che gli ha dedicato alcune pagine, inserito come nuovo termine. Il lemma multicreatività è stato inoltre pubblicato da Treccani.it http://www.treccani.it/vocabolario/multicreativita_(Neologismi)/ Nel 1992 ha condotto a Milano un dibattito-seminario organizzato dall'Istituto europeo per il marketing, cui hanno partecipato top manager, amministratori delegati, direttori commerciali, responsabili dell'immagine di grandi gruppi industriali e pubblicitari.
Dal 2000 al 2005 è stato responsabile sviluppo DDB Communication Italy, parte del gruppo internazionale Omnicom.
Ha prodotto nel 2006, per invito di Aldo Burresi, titolare dalla cattedra di marketing, il corso di Comunicazione alla Facoltà di Economia di Firenze, tenendo lezioni settimanali per oltre un anno. È stato poi incaricato per il 2007 alla Università IULM di Milano, chiamato da Vanni Codeluppi. Dal 2003 al 2010 ha tenuto alcuni seminari in Confindustria Milano (Assolombarda) l'ultimo dei quali, il 28 marzo 2011, a livello nazionale, dal titolo "La comunicazione per lo sviluppo delle imprese". Dal 2008 ha proseguito l'attività didattica all'Università Cattolica di Milano in collaborazione con la cattedra del professor Armando Fumagalli.
Dal 2003 al 2008 ha tenuto una rubrica periodica sulla comunicazione per il mensile MARK UP, de Il Sole 24 Ore che continua nel 2013 e nel 2014 con il nuovo editore Tecniche Nuove.
Ha scritto e scrive articoli e saggi per varie testate, in particolare digitali, sempre sulla comunicazione d'impresa e del marketing.
Dal 2008 continua l'attività didattica e consulenziale..
Dal 2016 si dedica alla formazione e all'attività scientifica nell'area delle ricerche di base per analizzare le necessità Emotive, Razionali, Etiche dei vari stakeholder interni ed esterni. Per la prima volta anche nell'area etica con il suo Metodo ERE venivano analizzate le necessità dei vari stakeholder interni ed esterni all'impresa. Articoli su questi argomenti sono pubblicati sia nei suoi libri sia nel mensile l'Impresa de Il Sole 24 Ore n.9 settembre 2016, n.11 novembre 2016, n.2 
Nel 2021 il suo nuovo libro "La Human Satisfaction con il Metodo ERE Emozione, Ragione, Etica per le strategie d'impresa, lo sviluppo e il profitto" raccoglie i contributi di esperti di varie discipline, dalla filosofia alla comunicazione, nonché le testimonianze di oltre 20 Presidenti, CEO e manager di alto profilo.

## Opere
- Oltre la pubblicità - Editore Il Sole 24 Ore (1996)
- Multicreatività - Editore Il Sole 24 Ore (1999)
- Comunicazione, relazione, profitto - Editore Il Sole 24 Ore (2002)
- La pubblicità diventa comunicazione? - Edizioni Franco Angeli (2004)
- Human satisfaction - Edizioni Franco Angeli (2005)
- La nuova comunicazione di marketing - Edizioni tecniche nuove (2007)
- La nuova era della comunicazione - Edizioni tecniche nuove (2011)
- La fine del consumatore e la nascita della human satisfaction - Edizioni Mind (2016)
- Pensieri, Aforismi, Poesie - Edizioni Ancora (2017)
- Rinascimento Oggi - Edizioni Egea (2019)
- Mix - Oggi per te - Edizioni Ancora (2020)
- La Human Satisfaction con il Metodo ERE - Edizioni EGEA (2021)